# Esmark (Sydslesvig)
Esmark er en landsby beliggende syd for Satrup i det centrale Angel i Sydslesvig. Administrativt hører landsbyen under Midtangel Kommune i Slesvig-Flensborg kreds i den nordtyske delstat Slesvig-Holsten. Esmark udgjorde tidligere en selvstændig kommune og kom ved kommunalreformen i 1970 først under Satrup og i 2013 endelig under Midtangel Kommune. I kirkelig henseende hører landsbyen under Satrup Sogn. Sognet lå i Satrup Herred (Gottorp Amt, Sønderjylland), da området tilhørte Danmark. Byen er landbrugspræget. Syd for landsbyen ligger udflytterstedet Eskmarkholm og moseområdet Hegemose.
Esmark er første gang nævnt 1352. Stednavnet er sammensat af personnavnet Eskil og -mark, Eskil henføres etymologisk til oldnordisk askr for asktræ (sml. også Eskildsmark syd for Slien).
I 1599 bestod landsbyen af syv enkelte gårde og otte kådnersteder (husmandssteder), som tilhørte Strukstrup Herred. I 1657 kom landsbyen under Satrupholm gods, som blev i 1777 omdannet til Satrup Herred. I 1871 blev Esmark en selvstændig kommune. Med under kommunen hørte også Esmarkmark, Esmarkholm, Esmark Søndermark og -Vestermark, Hegnebjerg (Heineberg) og Satrup Kirkeskov (Satrupkirchenholz). Kommunen havde i 1970 349 indbyggere og rådede over et areal på 452 ha. I perioden 1904-1964 var Esmark stationsby på banestrækningen Slesvig-Satrup. 